# 베트남 신화
베트남 신화는 베트남의 신화를 말한다.
베트남의 신화는 지리적으로 중국의 영향을 받았으며, 중국 신화에 등장하는 상상의 인물이 제법 등장하는 편이고, 괴물 중에서는 동아시아에 나올법한 요괴가 등장하는 경우가 많다. 그렇지만 베트남 지형의 특성상 고유의 신화도 적지 않다.

## 건국신화
베트남인은 턴농(Thần Nong·神農·신농)의 자손인 3세손 데밍(帝明)이 4세 손인 록뚝(Loc Tuc·祿續·제의)으로 하여금 낀 즈응 브엉(Kinh Duong Vuong)에 봉하여 남방을 다스리게 하였고, 그 이름을 씩뀌(Xich Quy)국이라 했다. 씩뀌(Xich Quy)국은 현재의 중국 운남성에서부터 바다에 이르는 지역이다. 이 낀 즈엉 브엉(Kinh Dương Vương)은 용왕(Dong Dinh Quan)의 딸 턴롱(Thần Long)과 결혼해 아들 숭람(Sung Lam)을 낳으니 이가 바로 락 롱 꿘(Lac Long Quan)이다. 락 롱 꿘은 씩뀌국을 다스려 백성들에게 농경을 가르치고, 음식을 만드는 법을 가르쳐 황금기를 맞이하였으나, 용궁으로 가버리고 말았다. 한편, 북으로부터 라이(Lai) 황제가 씩뀌국을 정복하려 하자 용궁으로 은퇴한 락 롱 꿘이 다시 출현하며 라이 황제와 대항했고, 얼마후 라이의 사망으로 군사가 물러가자 락 롱 꿘은 라이의 딸 어우꺼(Âu Cơ)와 결혼하고 어우꺼는 100개의 알이든 육신의 자루를 낳아 그로부터 100명의 아들이 부화하여 나왔다. 그리하여 락 롱 꿘과 어우꺼는 100명의 아들을 반씩 나누어 50명은 아버지를 따라 용궁으로 가고 나머지 아들 50명은 어머니 어우꺼와 함께 퐁쩌우(Phong Châu)의 산속으로 들어가 살게 된다. 그렇기에 베트남 사람들은 용의 후손이라고 한다.

## 물고기 정령 이야기
바다에는 물고기의 정령이 있었는데, 길이가 50장(丈)이 넘고 발이 여러 개이며 생김새는 지네 같았다. 그 조화가 무한하여 신령하고 기이함을 헤아릴 수 없었다. 움직이면 물과 바람을 일으켰으며 사람들을 손쉽게 잡아먹었으므로 몹시 두려워할 만한 대상이었다.
상고시대에 물고기가 있었는데 그 모양이 사람과 흡사했다. 해안을 노닐다가 사람으로 탈바꿈하며 말이 통하게 되었다. 이들은 차츰 생장하면서 남녀의 수가 많아지자 물고기, 새우, 조개를 먹게 되었다. 또 단인이 있었는데 강 위에서 수상생활을 하며 물고기를 잡아먹고 살았다. 이들은 훗날 사람이 되어 만인과 소금, 쌀, 의상, 칼, 도끼 등을 교역하며 바다 사이를 왕래했다.
물고기 정령이 있는 바위는 이빨 모양처럼 바닷가를 가로지르고 있었다. 바위 아래에는 큰 구멍이 있었는데 물고기 정령은 그곳에서 살고 있었다. 그곳은 바람과 파도가 세차 배가 지나갈만한 곳이 아니었다. 그래서 사람들은 다른 곳에 뱃길을 내고자 했으나 단단한 바위를 뚫을 수 없었다. 이 때문에 백성들의 배가 이곳을 지나가다 물고기 정령에게 해를 입는 경우가 많았다. 그런데 어느 날 선인(仙人)들이 바위를 뚫고는 뱃길을 내어 그곳을 지나다니는 사람들을 이롭게 하고자 했다. 뱃길이 열리려 하자 물고기 정령은 백학(白鶴)으로 화하여 산 위에서 울어댔다. 뭇 선인들은 이 소리를 듣고 이미 새벽이 되었나 보다 하며 일하다 말고 하늘로 날아올랐다. 지금 이곳을 선도항이라 부른다.
용군은 백성들이 해를 입는 것을 불쌍히 여겨 백성들의 배로 화한 다음 수부의 야차에게 분부해 해신에게 파도를 일으키지 못하게 했으며, 배를 몰아 물고기 정령이 사는 바위에 이르러 짐짓 사람 하나를 먹이로 던져주는 시늉을 했다. 그러자 물고기 정령은 입을 쩍 벌려 삼키려고 했다. 용군은 그때 시뻘겋게 달군 쇠뭉치를 그 입속으로 던져 넣었다. 물고기 정령은 펄쩍펄쩍 뛰며 배에 부딪혔다. 용군은 그 꼬리를 베어버리고, 껍질을 벗겨내어 산 위에 펼쳐놓았다. 지금 그곳을 백룡미라 부른다. 물고기 정령의 대가리는 바다 밖으로 흘러가더니 개로 변하여 달아났다. 이에 용군은 놀로써 바다를 메운 후 그걸 베어버렸다. 그러자 그것은 개 대가리로 변했다. 지금 그곳을 구두산한다. 물고기의 몽뚱이는 만구로 흘러갔다. 그래서 지금 거기를 만구수라고 부른다.

## 참고 문헌
- 영남척괴열전